# رحلة (لوست)
«رحلة» (تسمى الحلقة باللغة الأصلية Walkabout وهي واحدة من طقوس العبور للسكان الأستراليين الأصليين) هي الحلقة الرابعة من الموسم الأول من المسلسل التلفزيوني الدرامي الأمريكي لوست . الحلقة أخرجها جاك بندر وكتبها ديفيد فيوري. تم بثها لأول مرة على ABC في الولايات المتحدة في 13 أكتوبر 2004.
تركز الحلقة على شخصية جون لوك (تيري أوكوين)، الذي تم التعرف عليه عن طريق مختطفات الماضي، في واحدة من أولى القصص الملتوية في العرض، وهو مصاب بالشلل من الخصر إلى الأسفل يحاول الانضمام إلى رحلة التجوال. في أحداث اليوم الحاضر، يقود لوك مهمة صيد الخنازير البرية في الغابة حيث تبدأ الإمدادات الغذائية للناجين من رحلة أوشيانك 815 بالنفاذ، بينما يقرر الناجون الآخرون حرق جسم الطائرة.
تم تصور خلفية جون لوك الدرامية أثناء كتابة الحلقة السابقة «اللوح الفارغ»، وقرر المخرج جاك بيندر تصوير الفلاش باك بطريقة عززت التناقض بين حياة لوك قبل وبعد الحادث.
تسببت المشاكل التي تنطوي على استخدام الخنزير الحقيقي في قيام المنتجين باستخدام بدائل ولقطات تم إنشاؤها بواسطة الكمبيوتر تشير إلى وجود الحيوانات.
شاهد 18.16 مليون شخص حلقة «رحلة» وتمت مراجعتها بشكل إيجابي، واعتبرت لاحقًا أحد أفضل حلقات المسلسل.

## القصة

### المختطفات
في أعقاب تحطم الرحلة 815 ، استيقظ جون لوك على الشاطئ. استلقى على الأرض في حالة ذهول لبضع لحظات وهو يهز أصابع قدميه، قبل أن يناديه جاك لمساعدته في رفع بعض الحطام عن ناجٍ آخر.
قبل وقوع الحادث، كان لوك يعمل في وظيفة مكتبية مملة في شركة شباك التذاكر، حيث يقلل مديره باستمرار من تقديره. يخطط للذهاب في جولة في أستراليا، ويتدرب ويدرس لهذه الرحلة لبعض الوقت. ثم يروي خططه لـ «هيلين» عبر الهاتف، وهي امرأة يفترض أنه على علاقة بها. ودعاها للحضور معه، لكن هيلين قطعت المحادثة ويتبين أنها في الواقع عاملة جنسية عبر الهاتف أصبح مرتبطًا بها.
في وقت لاحق في أستراليا، رفض أحد المرشدين المتجولين السماح للوك بالانضمام، قائلاً إنه أكبر من أن يتحمل مسؤولية تأمينية ولم يبلغهم «بحالته» بشكل صحيح. يصر لوك على أنه عاش مع «حالته» لمدة أربع سنوات وأن هذا هو «قدره»، لكن المرشد يرفضه. يظهر أن لوك يستخدم كرسيًا متحركًا.
تظهر صحوة لوك الأولى على الجزيرة مرة أخرى، وتكشف أنه عندما استيقظ أدرك أنه يستطيع المشي مرة أخرى.

### على الجزيرة
في الليل، داهمت الخنازير جسم الطائرة المملوء بالجثث من الطائرة المحطمة، مما جعل جاك يقرر أنه يجب حرقها. في اليوم التالي، اكتشف الناجون أن إمداداتهم الغذائية قد نفذت. يكشف لوك عن سكاكين الصيد ويقترح عليهم اصطياد الخنازير وانطلق برفقة مايكل وكيت. تسعى كيت أيضًا إلى إنشاء هوائي مؤقت في الغابة بناءً على طلب سعيد، الذي يأمل في استخدامه للمساعدة في تثليث الإرسال الفرنسي الذي التقطوه قبل يومين.
أثناء الصيد، أصيب مايكل من أحد الخنازير. تساعده كيت على العودة إلى الشاطئ بينما يبقى لوك بمفرده. تتوقف كيت لتسلق شجرة لوضع الهوائي. ولكن قبل أن تنتهي، تسمع أصوات الوحش، مما يتسبب في سقوطها وكسر المعدات. يتوجه الوحش إلى لوك الذي يحدق به في رهبة.
تحقق جاك من روز نادلر، التي كان زوجها برنارد في الجزء الخلفي من الطائرة عندما تحطمت. تؤكد روز أنه على قيد الحياة، وأن الأشخاص الذين كانوا يجلسون في الذيل على الأرجح يعتقدون أيضًا أن الأشخاص في القسم الأوسط قد ماتوا. يعود مايكل وكيت إلى المخيم، وعندما تذهب لإخبار جاك عن لوك، يرى جاك رجلاً يرتدي بدلة يمشي في الغابة. يطارده جاك وتتبعه كيت، لكن بدلاً من الشخصية الغامضة وجدوا لوك الذي يحمل خنزيرًا ميتًا.
في تلك الليلة، تم حرق جسم الطائرة بينما تقود كلير خدمة تذكارية للموتى باستخدام المعلومات التي وجدتها في جوازات سفرهم ومحافظهم وأمتعتهم. شكر مايكل لوك على اصطياد الخنزير وسأل عن الوحش، لكن لوك يقول إنه لم ير شيئًا. يبتسم لوك عندما يرى كرسيه المتحرك في النار.

## الإنتاج
أثناء كتابة «اللوح الفارغ»، اقترح دامون ليندلوف أن جون لوك كان على كرسي متحرك قبل ذهابه إلى الجزيرة، وبينما كان رد فعل بقية فريق الكتابة بصدمة فقد تبنوا الفكرة. أراد ليندلوف أن يتبنى كيف أن «ما يعتقده هؤلاء الأشخاص هو في الواقع مختلف تمامًا»، خاصة وأن حلقة «اللوح الفارغ» لم يكن لديها العديد من التطورات في خلفية كيت أو لماذا كانت هاربة، «كان موضوع لوك ضخما، كبيرا وملهما». لتعزيز تطور الحبكة الملتوية، تم تصوير جميع مقاطع الفلاش باك بطريقة تخفي وجود كرسي متحرك. في المشهد الذي كان يجلس فيه لوك في سريره، ألمح جهاز تحفيز العصب الكهربائي الطبي على المنضدة إلى الشلل. أنشأ ليندلوف أيضًا عنوانًا للحلقة، «Lord of the Files (أمير الملفات)»، تورية عن فيلم أمير الذباب (Lord of the Flies)، لكن الكتاب استقروا بالفعل على «رحلة».
لتعزيز التناقض بين حياة لوك قبل وبعد الحادث، قرر المخرج جاك بيندر وضع القليل جدًا من الصور الخضراء والزرقاء في الفلاش باك لأن اللونين هما الأكثر تواجدًا في الجزيرة - وهما الغابة والبحر على التوالي. كما تم تصوير لقطات الفلاش باك بكاميرات ثابتة وعدسات أعرض، «إسلوب العراب»، لإظهار كآبة وعقم عالم لوك، وتم وضع أشياء مثل آلات البيع الذاتي للتذكير «بالأشياء البديهية» التي يفتقر إليها المنبوذون على الجزيرة. تم تصوير مشاهد الفلاش باك التي تظهر يوم سقوط الطائرة (انظر قسم «المختطفات» أعلاه) بطريقة تشبه تلك الموجودة في الحلقة التجريبية، حيث كانت اللقطة الوحيدة من الحلقة التجريبية هي التي طلب فيها جاك مساعدة لوك.
تم التخطيط في الأصل لاستخدام الحيوانات الأليفة الحقيقية للمشاهد التي تظهر الخنازير. نظرًا لأن إحضار الخنازير المستأنسة من الولايات المتحدة القارية كان مكلفًا، ولم تكن الحيوانات المتوفرة في هاواي تشبه الخنازير البرية ونادراً ما تتحرك (يتطلب النص أن تركض في معظم المشاهد)، قرر المنتجون استخدام الخنازير التي تم إنشاؤها بواسطة الكمبيوتر بدلاً من ذلك.
بدلاً من الحصول على دوبلير لكيت وهي تتسلق الشجرة لوضع الهوائي، تسلقت إيفانجلين ليلي الشجرة بنفسها.
تم تصوير المكتب الأسترالي الذي يستضيف وكالة السفر في مساحة فارغة للبيع بالتجزئة في وسط مدينة هونولولو. 
الحلقة هي الأولى من نوعها التي تتضمن كريستيان شيبارد، لكن لم يصوره جون تيري، الذي لم يكن ضمن الطاقم بعد.
في وقت متأخر من كتابة النص، قرر المنتجون البدء في إعداد قصة سعيد عن طريق تقديم صور ناديا. أعيد تصوير المشاهد التي ينظر فيها سعيد إلى الصور عندما بدأ إنتاج حلقة «الحبس الانفرادي» واختيرت أندريا جابرييل للدور، حيث كانت الصور الأصلية تصور ممثلة مختلفة.

## الموضوعات والتحاليل
كتب روبرت دوجيرتي أن الحلقة تحمل موضوعات مشابهة لـ «اللوح الفارغ» - تدور حلقة «رحلة» حول «القدرة على التغلب على الماضي والبدء من جديد».  وتعرض الانقسام الذي شوهد في الكثير من السلسلة. حيث جاك رجل علم ، ولوك رجل إيمان.  ناقش ليندلوف أنه منذ أن فسرت الشخصية شفاء لوك على أنها تجربة دينية، «تم تقديم هذه الشخصية على أنها هذا النوع من الشخصية الروحانية التي تتقدم إلى الأمام».

## ما بعد البث
حصلت حلقة «رحلة» على تقييم 6.5 بين الأعمار 18-49 الديموغرافية في تصنيفات نيلسن. الحلقة شاهدها 18.16 مليون مشاهد، بتحسن قدره 1.6 مليون عن الحلقة السابقة «اللوح الفارغ».
كانت التقييمات الخاصة بالحلقة إيجابية. كريس كارابوت من IGN في "تقييماته للفلاش باك" أعطى حلقة «رحلة» 9.5 / 10، مشيرًا إلى أن "تيري أوكوين يقدم أداءً استثنائيًا"، وعلق على أن إظهار لوك، الذي "بدا وكأنه رجل واثق وواسع الحيلة مع ماضي غامض ومثير للاهتمام "، ليكون" قوقعة لإنسان يحاول يائسًا أن يجد مكانه في العالم " كان " تجاورًا مثاليًا للاختلافات بين لوك خارج الجزيرة وداخلها ". كما أشاد بالقصص الداعمة، مدعيا أن "ماثيو فوكس يقوم بعمل رائع في لعب دور القائد المضطرب" فـ جاك شيبارد وقصة شانون وتشارلي "تقدم القليل من الارتياح الهزلي". وصف ريان ماكجي من Zap2it الكشف عن أن لوك كان مصابًا بشلل نصفي بأنه "إحدى اللحظات المميزة للبرنامج"، وعلق بأن الحلقة "عززت العرض على أنه" العروض التي يجب مشاهدتها " وكانت " جهدًا من فئة الخمس نجوم ".
أعطى روبين بييرسون من الناقد التلفزيوني (The TV Critic) للحلقة تقييمًا قدره 86/100، قائلاً إن «رحلة» عبارة عن حلقة "يبدو أنها تؤكد كل ما وعدت به حلقات لوست التجريبية"، وأن الحلقة " تعزز وتغير تمامًا كيف ننظر إلى كل من لوك و لوست. ". صنّف دان كاوا من تلفزيون بدون شفقة الحلقة على أنها فئة "B". قالت إميلي فاندرويرف من صحيفة لوس أنجلوس تايمز إن حلقة «رحلة» هي واحدة من أكثر الحلقات ثقة التي كشف عنها المسلسل في وقت مبكر من عرضه" وأن الحلقة "عززت عددًا أكبر من معجبين "لوست" مني، ربما أكثر من أي حلقة أخرى. "
تم ترشيح ديفيد فيوري لجائزة إيمي عن «الكتابة المتميزة في مسلسل درامي» لكتابة هذه الحلقة. قدم أوكوين عمله في «رحلة» و «العثة» لجائزة إيمي لأفضل ممثل مساعد في مسلسل درامي.

## الدلالة والإرث
«رحلة» يضم فصلا هاما في تاريخ لوست، أقنع المشاهدين بقدرة المسلسل على البقاء على المدى الطويل.  عرف المشاهدون أن المسلسل سيكون مليئًا بالمفاجآت والألغاز،  واعتبره ليندلوف «اختبارًا حقيقيًا» للمشاهدين، لا سيما فيما يتعلق بكيفية حدوث تطور مثل ماضي لوك، «لن يذكر العرض علانية ما هو مضمون الحلقة». تعتبر مجلة الترفيه الإسبوعية أن «رحلة» أفضل حلقة في الموسم الأول. صنفت IGN «رحلة» على أنها خامس أفضل حلقة من لوست على الإطلاق، بعد «حياة وموت جيريمي بينثام»، الحلقة التجريبية، «عبر المرآة» و «الثابت». ظهرت الحلقة أيضًا في قوائم مماثلة من قبل لوس أنجلوس تايمز ، دليل التلفاز ، ناشيونال بوست، و ABC2 . وبالمثل، قال جيسون سنيل من «لا يضاهي»: «هل يمكن التخطي؟ أنت تمازحني؟ إذا كان بإمكانك مشاهدة حلقة واحدة فقط من الموسم الأول من» لوست«، فقد تكون هذه هي البداية.» 
شكلت الحلقة أيضًا كيف نظر أوكوين إلى شخصيته، حيث لم يكن على دراية بأن لوك سيصاب بالشلل حتى قراءة النص. إلى الممثل، "رحلة وحلقة الموسم الخامس" حياة وموت جيرمي بنثام "هما قسطين" نوع من (تلخيص) رحلة [لوك] كاملة ".